# Trichorypha atrofasciata
Genre
Espèce
Trichorypha atrofasciata, unique représentant du genre Trichorypha, est une espèce de collemboles de la famille des Lepidocyrtidae.

## Distribution
Cette espèce se rencontre en Afrique de l'Ouest.

## Publication originale
- Schött, 1893 : Beiträge zur Kenntniss der Insektenfauna von Kamerun. 1. Collembola. Bihang till Kongl. Svenska vetenskaps-akademiens handlingar, vol. 19, no 4, p. 1-28 (texte intégral).